# NGC 6204
NGC 6204 è un ammasso aperto situato nella costellazione dell'Altare.

## Osservazione

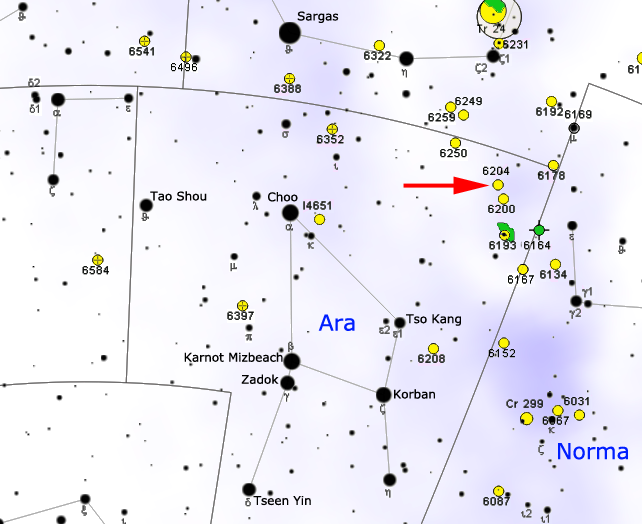
Mappa per individuare NGC 6204.

Si individua 2 gradi a NNE dell'ammasso NGC 6193 in una regione parzialmente oscurata da polveri interstellari, che fanno sì che l'ammasso non risulti particolarmente appariscente; con un binocolo è appena individuabile come una piccola e debole macchia nebulosa, mentre con un piccolo telescopio già si risolve in una decina di stelle a partire dalla magnitudine 9,7. Con strumenti da 200mm di apertura è possibile otare alcune decine di stelle fino alla magnitudine 14, in prevalenza bianco-azzurre. Pochi primi a SE è visibile l'ammasso aperto Hogg 22, formato da poche stelle molto concentrate.
A causa della sua declinazione fortemente meridionale, quest'ammasso può essere osservato soprattutto da osservatori situati nell'emisfero australe della Terra; la sua osservazione dall'emisfero nord è possibile solo in vicinanza delle latitudini subtropicali. Il periodo migliore per la sua osservazione nel cielo serale è quello compreso fra giugno e ottobre.

## Storia delle osservazioni
NGC 6204 è stato scoperto assieme agli ammassi vicini da James Dunlop nel 1826, durante la sua permanenza in Australia come sovrintendente dell'osservatorio del Nuovo Galles del Sud, con un telescopio da 9 pollici; fu poi riosservato da John Herschel e nel New General Catalogue è descritto come un ammasso piuttosto ricco formato da stelle con magnitudini comprese fra la 11 e la 12.

## Caratteristiche
NGC 6204 è situato a circa 1085 parsec (circa 3540 anni luce) di distanza, in corrispondenza del bordo esterno del Braccio del Sagittario; la sua età è piuttosto giovane ed è stimata sui 37 milioni di anni, fatto evidente anche dalla presenza di giovani stelle di colore azzurro fra le sue componenti. Altre stime indicano una distanza di 1200 parsec e un'età attorno agli 80 milioni di anni, dati che sostanzialmente non si discostano eccessivamente. Gli studi su questo e gli ammassi vicini sono resi più difficoltosi a causa dell'oscuramento ad opera delle polveri interstellari.
A brevissima distanza verso sudest si trova un piccolo gruppo di stelle luminose costituenti un ammasso a sé stante, catalogato come Hogg 22; si tratta di un ammasso molto più giovane, essendo dominato da stelle di classe spettrale O con un'età di 5 milioni di anni, e probabilmente più lontano, a 2800 parsec di distanza.